# 사이공 포위전
사이공 포위전(Siege of Saigon)은 1859년 2월 17일 샤를 리고 드 주누이 제독이 이끄는 프랑스-스페인 연합군에 의해 사이공이 함락된 이후에 베트남 군이 2년 동안 전개한 포위 공격이다. 코친차이나 원정의 주요 사건 중 하나이다. 사이공은 식량 생산과 코친차이나로 통하는 관문으로서 전략적으로 매우 중요한 지정학적 위치에 있었다.

## 배경
1858년, 샤를 리고 드 주누이 제독은 샤를 드 몽타니의 외교적 해결 실패에 따라 나폴레옹 3세의 명령을 받고 베트남을 공격했다. 몽타니의 임무는 베트남에서 카톨릭 선교사들에 대한 종교적 박해를 중지하고, 선교의 자유를 보장받는 것이었다. 베트남 침공을 위해, 리고 드 주누이는 14척의 전함과 1,000명의 프랑스 해병대, 필리핀의 스페인 요새에서 선발한 1,000명의 정규군(스페인 보병 550명, 필리핀 원주민 경보병 450명)의 전력을 준비했다. 프랑스-스페인 연합군은 1858년 9월 툴롱항(지금의 다낭)에 상륙하여 짧은 포격 이후 시를 점령했다. 그러나 연합군은 이내 베트남 병력에 의해 포위를 당했고, 내륙 진격을 차단당했다. 그들은 툴롱에서 발목을 잡혔다.

## 사이공 점령
리고 드 주누이는 다낭에 있는 프랑스 요새가 별로 영양가가 없다는 것을 깨닫고는 베트남의 모처를 기습 공격하기로 했다. 그는 통킹의 원정은 숙고 끝에 거부했다. 그리고 1859년, 해군 장관에게 베트남군에게 식량보급원으로 상당한 전략적 가치가 있는 코친차이나의 사이공 원정을 제안했다.

## 참고 자료
- "Charles Rigault de Genouilly" 브리태니커 온라인
- Chapuis, O., The Last Emperors of Vietnam: From Tu Duc to Bao Dai (Westport, Connecticut, 2000)
- Goldstein, E., Wars and Peace Treaties, 1816–1991 (Routledge, 1992)
- Gundry, R. S., China and Her Neighbours (London, 1893)
- Thomazi, A., La conquête de l'Indochine (Paris, 1934)
- Thomazi, A., Histoire militaire de l'Indochine français (Hanoi, 1931)
- Tucker, S. C., Vietnam (University Press of Kentucky, 1999) ISBN 0813109663
- Bernard, Hervé, L'Amiral Henri Rieunier Ministre de la Marine - La vie extraordinaire d'un grand marin en quadrichromie, 718 pages format A4, autoédition Biarritz 2005 (프랑스어)